# Hellend vlak van Fonseranes

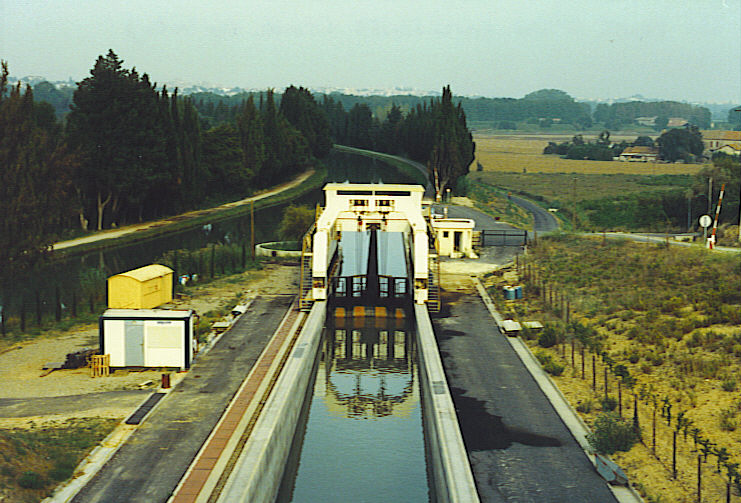
hellend vlak van Fonseranes

Het Hellend vlak van Fonseranes, (Frans: Pente d'eau Fonséranes) is een hellend vlak in het Canal du Midi. Het is nog geen twintig jaar in gebruik geweest en is in 21e eeuw een toeristische attractie.

## Ligging
Het hellend vlak ligt aan de westkant van Béziers en overbrugde een deel van het hoogteverschil tussen het Canal du Midi en de Orb. Aan de voet  van het vlak ligt een aquaduct over de Orb, pas daarna konden schepen verder afdalen naar de Orb. Het vlak ligt in een zuidelijke aftakking van een vork in het kanaal; in de noordelijke tak liggen de sluizen van Fonseranes die rechtstreeks aansluiten op de Orb. Aan de oostkant raken de bouwwerken elkaar bijna, daarna lopen ze uit elkaar. 

## Beschrijving
In 1961 werd deze techniek om schepen te verplaatsen beschreven door de Franse ingenieur Jean Aubert. In zijn ontwerp voeren schepen een grote bak binnen om in die bak de helling op of af te gaan. Het maximum tonnage was 350 ton en de specificaties komen overeen met een niet geheel volgeladen spits.
Dit was het tweede hellend vlak van dit type in Frankrijk. Eerder was een hellend vlak gebouwd bij Montech. Met de bouw werd in 1980 begonnen en drie jaar later was het werk af. Eenmaal klaar konden schepen een hoogteverschil van 13,6 meter overbruggen en daarmee de naastgelegen zeven sluizen passeren, wat veel tijdwinst opleverde. In mei 1984 werd het hellend vlak geopend voor het scheepvaartverkeer.
Al snel bleek de constructie niet aan de wensen te voldoen. De hydraulische cilinders lekten olie en de banden van de voertuigen, die water en schepen dienden te verplaatsen, kregen onvoldoende grip. Na zo’n twee jaar waren deze problemen opgelost, maar het hellend vlak bleef onder de maat presteren. Op 11 april 2001 werd het buiten gebruik gesteld.
De helling heeft een lengte van 272 meter en overbrugt verticaal 13,6 meter. Het voertuig dat het water verplaatst heeft een gewicht van 160 ton en staat in totaal op 18 rubberen banden. De rubberen banden rusten op de wanden van de betonnen bak. De bestuurder van het voertuig zit op een brug en heeft vrij uitzicht over het voertuig, de helling en de schepen. Het voertuig is uitgerust met elektromotoren die door het elektriciteitsnet worden gevoed. Als het voertuig afdaalt wordt de energie die vrijkomt bij het remmen omgezet in elektriciteit en teruggeleverd aan het net.

## Technische details
Helling:
- Lengte: 272 meter
- Breedte: 6 meter
- Hoogteverschil: 13,6 meter
- Hellingsgraad: 5%
- Hoogte van de muren: 4,9 meter
- Hoeveelheid water verplaatst: 1.200 m³

Schip:
- Lengte: 38,5 meter
- Breedte 5,5 meter
- Diepgang: 2,2 meter diep
- Waterverplaatsing: 350 ton

## Fotogalerij

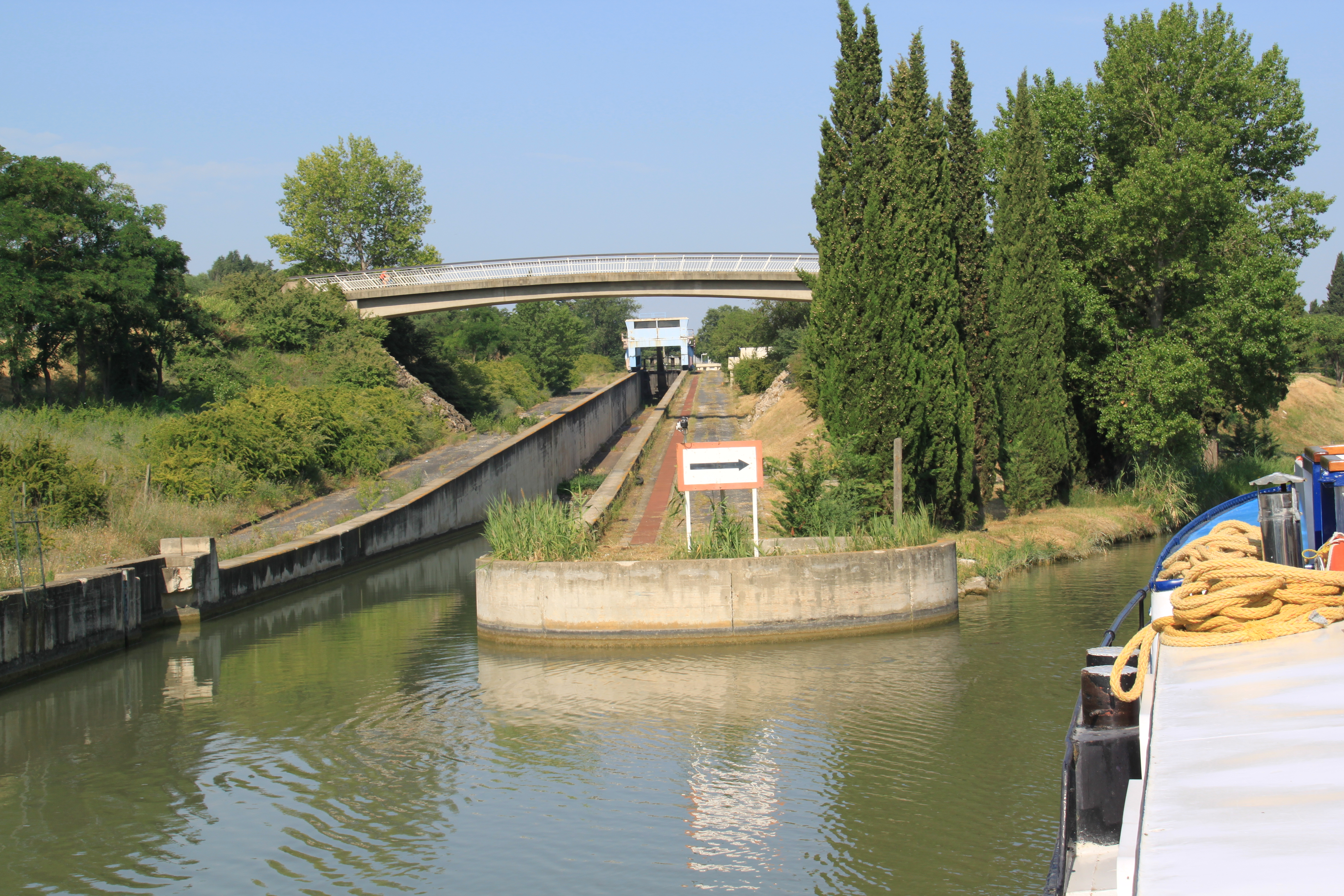
Links de vaarweg naar het hellend vlak en rechts naar de sluizen
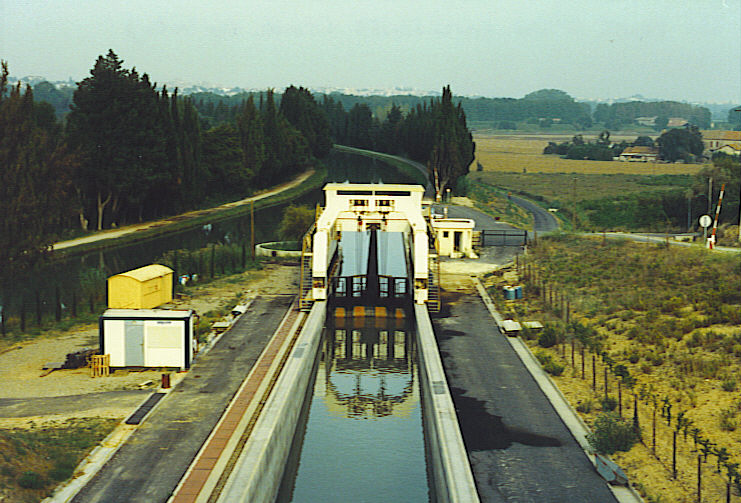
Zicht langs het vlak naar onder
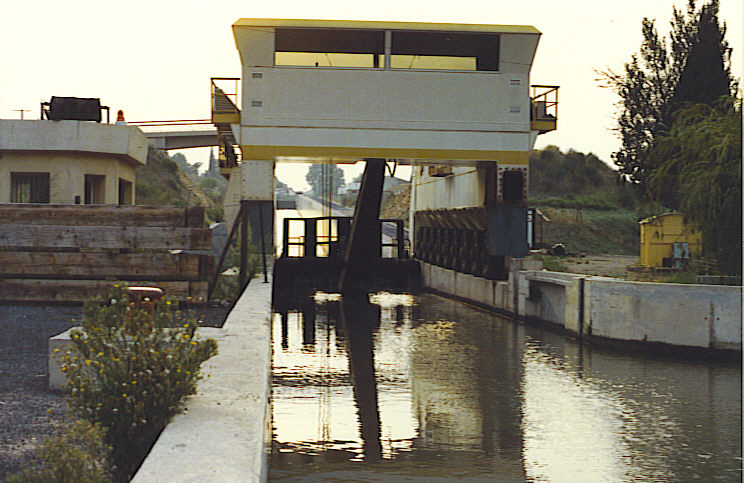
Het laagste deel van het vlak
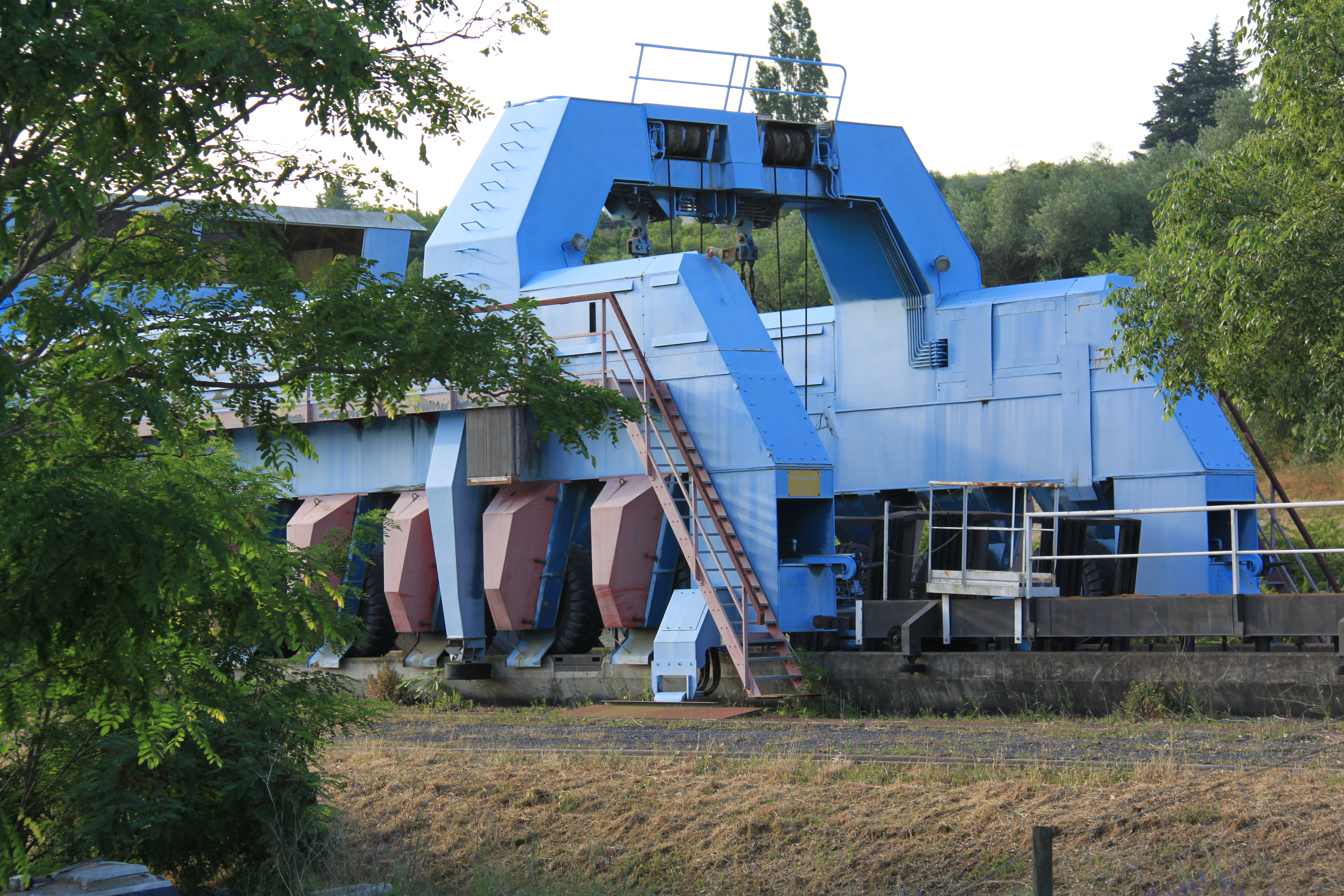
Het voertuig dat het water en schip verplaatst
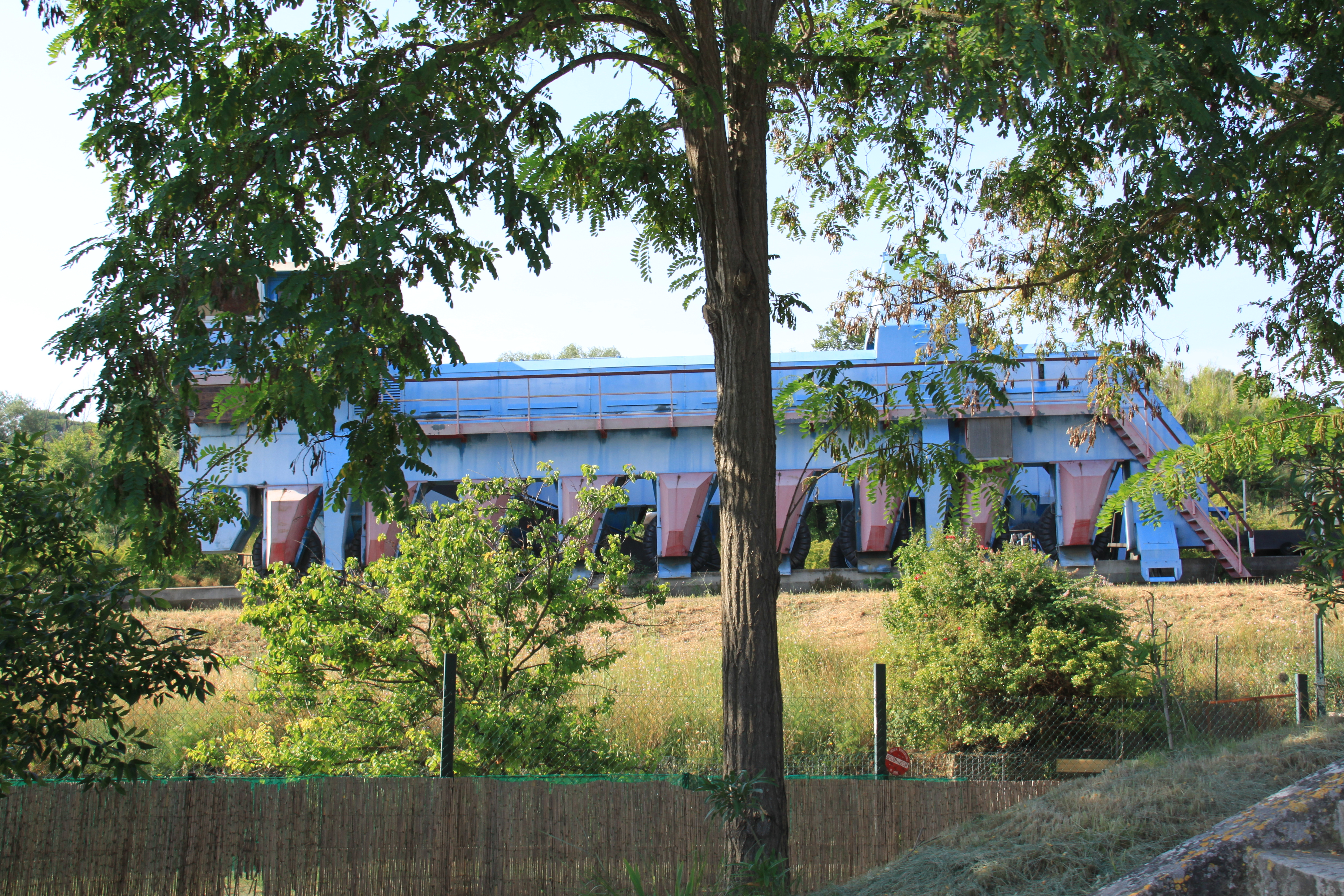
Zijaanzicht voertuig